# Conseil international pour les initiatives écologiques locales

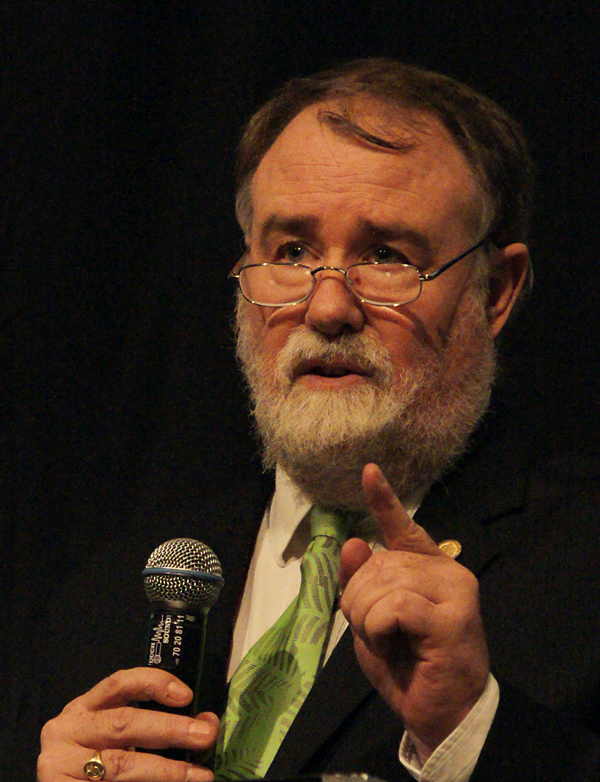
David Capman, président de ICLEI

L'ICLEI (International Council for Local Environmental Initiatives, Conseil international pour les initiatives écologiques locales) est une association fondée en 1990 sous le parrainage du programme des Nations unies pour l'environnement, et chargée de mettre en place et soutenir des projets de développement durable au niveau des communes à travers la planète. Son but est d'améliorer la situation écologique globale par l'addition de chaque action locale en faveur de l'environnement.
L’ICLEI regroupe aujourd'hui plus de 370 acteurs locaux (villes, communes et associations municipales) répartis dans 61 pays et 1179 membres. 
L'organisation milite auprès du Groupe d'experts intergouvernemental sur l'évolution du climat (GIEC) afin de l'inciter à considérer comme centrale la place que les villes doivent occuper dans la lutte contre le réchauffement climatique.